# No Quarto da Vanda
No Quarto da Vanda és una pel·lícula de docuficció (un subgènere de cinéma vérité) del director portuguès Pedro Costa del 2000. Aquesta és la segona pel·lícula de la seva trilogia Fontainhas.

## Visió general
La pel·lícula segueix la vida quotidiana de Vanda Duarte, una addicta a l'heroïna, al districte de Fontainhas, un assentament als afores de Lisboa. La pel·lícula també se centra en la comunitat del districte i el seu paisatge urbà. No Quarto da Vanda segueix la pel·lícula dramàtica Ossos (1997) en la qual Vanda Duarte interpreta com a actriu.
La pel·lícula va trigar un any a rodar-se després que la tripulació (inicialment) d'una sola persona s'instal·lés a la ubicació, on Vanda i la comunitat, inclosos immigrants capverdians vivien de manera depriment.
Malgrat les seves tres hores de durada, el director Pedro Costa va fer la pel·lícula en un estil realista utilitzant plans fixos íntegrament. La vida melancòlica de la comunitat es va rodar amb vídeo digital d'una manera low-key. Costa va dir sobre la seva impressió del barri en una conversa amb Jean-Pierre Gorin
| « | Quan vaig entrar a la zona de les Fontainhas, hi havia colors i olors que em van fer recordar coses i esdeveniments del passat, i també idees sobre persones per les quals em sento atret. Aquestes idees es trobaven a prop les unes de les altres, vivint juntes tot i que portaven vides molt solitàries a causa d'una separació violenta i dolorosa. En això existia una forma de relacions interessants i incompatibles | » |

La pel·lícula també veu el barri de Fontainhas cón és enderrocat lentament. Els habitants desplaçats apareixen a la propera pel·lícula de Costa Juventude em Marcha (2006).
The Criterion Collection va descriure la pel·lícula com "aprofundir encara més en el gueto de Lisboa i la vida dels seus habitants desesperats... amb la sensació íntima d'un documental i la textura d'una pintura de Vermeer. " i va elogiar la seva "mirada inquebrantable i fragmentària sobre un grapat de persones autodestructives i marginades".

## Repartiment
Font:
- Vanda Duarte com ella mateixa
- Lena Duarte com ella mateixa
- Zita Duarte com ella mateixa
- Pedro Lanban
- António 'Pango' Semedo
- Paulo Nunes
- Paulo Jorge Gonçalves
- Manuel Gomes Miranda
- Evangelina Nelas
- Fernando Paixão
- Diogo Miranda

## Reconeixement
Malgrat la seva naturalesa altament ficticia, la seva classificació esquiva i la seva hibridació semblant a un documental li van permetre guanyar el Premi FIPRESCI al Festival Internacional de Cinema Documental de Yamagata l'any 2001 "per presentar la vida en la seva forma gairebé original". També va participar en la XXI edició de la Mostra de València, on va rebre una menció especial a la millor fotografia.
Pedro Costa va recollir el Premi de Cultura de França (Cineaste Estrangera de l'Any) per dirigir la pel·lícula al Festival de Cinema de Cannes 2002.

## Vídeo domèstic
Aquesta pel·lícula, juntament amb Ossos (1997) i Juventude em Marcha (2006), és estrenada per The Criterion Collection en una caixa Letters from Fontainhas: Three Films by Pedro Costa.